# La jaula de las locas (musical)
La jaula de las locas (La Cage aux Folles en su título original) es un musical basado en la obra de teatro homónima de Jean Poiret, con libreto de Harvey Fierstein, y música y letras de Jerry Herman. Su trama central gira en torno a Albin y Georges, una pareja gay que regenta un club drag en Saint-Tropez, donde Albin es la estrella principal. Todo se complica cuando Jean-Michel, el hijo de Georges, invita a cenar a los padres ultraconservadores de su prometida para que conozcan a su peculiar familia.
El espectáculo se estrenó en 1983 en el Palace Theatre de Broadway y desde entonces ha podido verse en numerosas ocasiones a lo largo de todo el mundo, obteniendo múltiples premios entre los que se incluye el Tony al mejor musical. Su canción más conocida es el tema «I Am What I Am», que se ha convertido en un himno LGBT y ha sido versionado por artistas como Gloria Gaynor o Shirley Bassey.

## Producciones

### Broadway
1983
Antes de su llegada a Broadway, La jaula de las locas debutó a modo de prueba en el Colonial Theatre de Boston, donde pudo verse entre el 15 de junio y el 16 de julio de 1983. La première oficial neoyorquina tuvo lugar el 21 de agosto de 1983 en el Palace Theatre, con George Hearn como Albin, Gene Barry como Georges, John Weiner como Jean-Michel, William Thomas, Jr. como Jacob, Elizabeth Parrish como Jacqueline, Leslie Stevens como Anne, Jay Garner como Edouard Dindon, Merle Louise como Mme. Dindon y Brian Kelly como Francis. El equipo creativo lo formaron Arthur Laurents en la dirección, Scott Salmon en la coreografía, David Mitchell en el diseño de escenografía, Theoni V. Aldredge en el diseño de vestuario, Jules Fisher en el diseño de iluminación, Peter J. Fitzgerald en el diseño de sonido y Don Pippin en la dirección musical.
A pesar de explorar una temática controvertida para el espectador medio de la época, la obra rápidamente se convirtió en un éxito de público y en la edición de 1984 de los premios Tony obtuvo nueve nominaciones, rivalizando con competidores tan fuertes como Sunday in the Park with George de Stephen Sondheim. Finalmente se impuso en seis categorías, entre ellas mejor musical, mejor libreto y mejor música original.
Después de 1 761 funciones regulares y 15 previas, La jaula de las locas bajó el telón por última vez el 15 de noviembre de 1987. Durante el tiempo que se mantuvo en cartel, la producción vio pasar por su elenco a diferentes protagonistas, incluyendo a Walter Charles, Keene Curtis y Lee Roy Reams como Albin, y Steve Arlen, Mace Barrett, Van Johnson, Peter L. Marshall, Keith Michell y Jamie Ross como Georges.
2004
Entre el 9 de diciembre de 2004 y el 26 de junio de 2005, el Marquis Theatre de Broadway acogió el primer revival neoyorquino de La jaula de las locas, que se representó durante 229 funciones regulares y 31 previas. Jerry Zaks fue el director de esta versión que también contó con coreografía de Jerry Mitchell, diseño de escenografía de Scott Pask, diseño de vestuario de William Ivey Long, diseño de iluminación de Donald Holder, diseño de sonido de Peter Fitzgerald y dirección musical de Patrick Vaccariello. El reparto estuvo liderado por Gary Beach como Albin, Daniel Davis como Georges (posteriormente reemplazado por Robert Goulet), Gavin Creel como Jean-Michel, Michael Benjamin Washington como Jacob, Ruth Williamson como Jacqueline, Angela Gaylor como Anne, Michael Mulheren como Edouard Dindon, Linda Balgord como Mme. Dindon y John Shuman como Francis.
Aunque el montaje fue recibido con opiniones divididas por parte de la crítica especializada, en la 59° edición de los Tony logró alzarse con los premios al mejor revival y a la mejor coreografía.
2010
Una nueva producción debutó el 18 de abril de 2010 en el Longacre Theatre de Broadway, protagonizada por Douglas Hodge como Albin, Kelsey Grammer como Georges, A.J. Shively como Jean-Michel, Robin de Jesús como Jacob, Christine Andreas como Jacqueline, Elena Shaddow como Anne, Fred Applegate como Edouard Dindon, Veanne Cox como Mme. Dindon y Chris Hoch como Francis.
El montaje fue el mismo que se había estrenado en el Playhouse Theatre del West End londinense en octubre de 2008, previo paso por la Menier Chocolate Factory, también en la capital inglesa. El equipo creativo de esta versión lo formaron Terry Johnson en la dirección, Lynne Page en la coreografía, Tim Shortall en el diseño de escenografía, Matthew Wright en el diseño de vestuario, Nick Richings en el diseño de iluminación, Jonathan Deans en el diseño de sonido y Todd Ellison en la dirección musical.
La obra recibió el aplauso de la crítica, que elogió la sencillez de la puesta en escena y el trabajo de la pareja protagonista, y en la edición de 2010 de los Tony obtuvo once nominaciones, imponiéndose finalmente en las categorías de mejor revival, mejor actor principal y mejor dirección.
Tras más de un año en cartel, La jaula de las locas echó el cierre el 1 de mayo de 2011, cuando la afluencia del público comenzó a decaer. En total se llevaron a cabo 433 funciones regulares y 15 previas, durante las cuales la compañía fue renovándose con diferentes intérpretes, incluyendo al propio Harvey Fierstein como Albin y Jeffrey Tambor y Christopher Sieber como Georges.

### West End
1986
La buena acogida en Broadway posibilitó el salto al West End londinense, donde el espectáculo levantó el telón el 7 de mayo de 1986 en el London Palladium, con el mismo equipo detrás que su homólogo neoyorquino y un reparto encabezado por George Hearn repitiendo como Albin, Denis Quilley como Georges, Jonathon Morris como Jean-Michel, Donald Waugh como Jacob, Phyllida Law como Jacqueline, Wendy Roe como Anne, Brian Glover como Edouard Dindon, Julia Sutton como Mme. Dindon y Mark Harris como Francis. George Hearn, de nacionalidad estadounidense, obtuvo el permiso de trabajo en Reino Unido gracias a un acuerdo entre los sindicatos de actores de ambos países, que a cambio autorizaron el traspaso del inglés Robert Lindsay a Nueva York para protagonizar el musical Me and My Girl.
La versión británica de La jaula de las locas no logró igualar las cifras alcanzadas por su predecesor en Broadway, en parte debido a la estigmatización que sufrió la comunidad homosexual durante la crisis del sida, y el 31 de enero de 1987 se despidió definitivamente de los escenarios.
2008
Entre el 9 de enero y el 8 de marzo de 2008, un montaje de carácter minimalista pudo verse en la Menier Chocolate Factory, un pequeño teatro situado en el municipio londinense de Southwark, con Douglas Hodge (Albin) y Philip Quast (Georges) al frente del elenco, y Terry Johnson en la dirección. Aunque la intención inicial era celebrar la première en diciembre de 2007, problemas de salud de distintos miembros de la compañía provocaron un retraso de varias semanas.
Las excelentes críticas cosechadas por el espectáculo allanaron el terreno para su estreno en el circuito comercial del West End, que tuvo lugar el 20 de octubre de 2008 en el Playhouse Theatre. En un principio estaba prevista una temporada limitada de doce semanas, pero gracias a la buena acogida por parte del público las funciones fueron prolongadas indefinidamente. Douglas Hodge volvió a liderar el reparto como Albin, acompañado de Denis Lawson como Georges, Stuart Neal como Jean-Michel, Jason Pennycooke como Jacob, Tracie Bennett como Jacqueline, Alicia Davies como Anne, Iain Mitchell como Edouard Dindon, Paula Wilcox como Mme. Dindon y Adrian Der Gregorian como Francis, con Terry Johnson de nuevo a cargo de la dirección. El resto del equipo creativo lo completaron Lynne Page en la coreografía, Tim Shortall en el diseño de escenografía, Matthew Wright en el diseño de vestuario, Nick Richings en el diseño de iluminación, Jonathan Deans en el diseño de sonido y Nigel Lilley en la dirección musical.
Al igual que en la Menier Chocolate Factory, la producción fue aclamada por la crítica y en la edición de 2009 de los Olivier se alzó con los premios al mejor revival y al mejor actor (Douglas Hodge).
Después de más de un año de representaciones, La jaula de las locas dijo adiós a Londres el 2 de enero de 2010. Durante el tiempo que se mantuvo en cartel, el montaje vio pasar por su elenco a diferentes intérpretes, incluyendo a Graham Norton, Roger Allam y John Barrowman como Albin, y a Steven Pacey, Philip Quast y Simon Burke como Georges.

### Argentina
1986
Argentina fue el primer país en acoger una versión en idioma español de La jaula de las locas. Producido por el actor Carlos Perciavalle, el musical debutó en 1986 en el Teatro Metropolitan de Buenos Aires, con el propio Perciavalle como Albin, Tato Bores como Georges, Darío Grandinetti como Jean-Michel, Henny Trayles como Jacqueline, Claudia Lapacó como Anne, Juan Manuel Tenuta como Edouard Dindon y Lucrecia Capello como Mme. Dindon. El equipo artístico lo formaron Mario Morgan en la dirección, Mark Knowles en la coreografía, Luis Diego Pedreira en el diseño de escenografía, Guma Zorrilla en el diseño de vestuario y Tom Ruzika en el diseño de iluminación. La dirección musical recayó en Juan Carlos Cuacci, mientras que las letras de las canciones fueron adaptadas por China Zorrilla.
2018
Un nuevo montaje pudo verse en el Teatro Mar del Plata entre el 26 de diciembre de 2018 y el 15 de marzo de 2019, protagonizado por Raúl Lavié como Albin, Nito Artaza como Georges, Juan Manuel Artaza como Jean-Michel, Franco Rau como Jacob, Belén Di Giorgio como Anne, Bruno Bertoli como Edouard Dindon y Mariela López Brown como Mme. Dindon. La dirección corrió a cargo de Cecilia Milone, quien además interpretó el papel de Jacqueline. Otros creativos involucrados fueron Ariel Pastocchi en la coreografía, Daniel Feijóo en el diseño de escenografía, Javier Peloni en el diseño de vestuario, Federico Malacalza en el diseño de iluminación, Pipi Grieco en el diseño de sonido, Fernando Masllorens y Federico González del Pino en la adaptación al español, y Gustavo Calabrese en la dirección musical.
Una vez concluida su andadura en Mar del Plata, el espectáculo se instaló en el Teatro Broadway de Buenos Aires entre el 12 de abril y el 29 de septiembre de 2019, para después continuar girando por otras localidades argentinas hasta su cierre definitivo en marzo de 2020 debido a la pandemia de COVID-19.

### México
1992
El estreno en México tuvo lugar el 4 de diciembre de 1992 en el Teatro Silvia Pinal de Ciudad de México, con Javier Díaz Dueñas como Albin, Gustavo Rojo como Georges, Luis Gatica como Jean-Michel, Julio Beckles como Jacob, Cecilia Romo como Jacqueline, Cleya Verni como Anne, Luis Gimeno como Edouard Dindon y Liza Willer como Mme. Dindon. José Luis Ibáñez fue el director de esta versión que produjo la actriz Silvia Pinal y que también contó con coreografía de Martín Allen, diseño de escenografía de David Antón, diseño de vestuario de Elsy Jiménez, dirección musical de Jorge Neri y adaptación al español del propio Ibáñez. La obra obtuvo una excelente respuesta por parte del público y logró mantenerse en cartel durante más de 700 funciones, incluyendo un tour por las principales ciudades del país.
2015
Tras dos décadas de ausencia, La jaula de las locas regresó a los escenarios mexicanos de la mano del productor Juan Torres. Esta vez las representaciones fueron en el Teatro Hidalgo de Ciudad de México, donde el espectáculo levantó el telón el 23 de noviembre de 2015, protagonizado por Mario Iván Martínez como Albin, Roberto Blandón como Georges, Israel Estrada como Jean-Michel, Rogelio Suárez como Jacob, Jimena Parés como Jacqueline, Brenda de Arrigunaga como Anne, Patricio Castillo como Edouard Dindon, Aida Pierce como Mme. Dindon y Carlos Pulido como Francis. La dirección recayó en Matías Gorlero, con Pepe Posada a cargo de la coreografía y Eduardo Soto en la dirección musical. El resto del equipo creativo lo completaron Óscar Acosta el diseño de escenografía, William Ivey Long y Mitzy en el diseño de vestuario, Matías Gorlero en el diseño de iluminación, Isaías Jáuregui y Fer Carril en el diseño de sonido y José Luis Ibáñez en la adaptación del libreto y las letras al español.
La jaula de las locas dijo adiós al Teatro Hidalgo el 28 de mayo de 2017 y a continuación se embarcó en una gira nacional que incluyó funciones en el Teatro Manolo Fábregas de Ciudad de México entre el 14 de julio y el 30 de diciembre de 2017. Posteriormente, el montaje retornó al Teatro Hidalgo en varias ocasiones, siendo su despedida definitiva el 4 de diciembre de 2021 después de más de 1 200 representaciones.

### España
2001
En España debutó el 18 de septiembre de 2001 en el Teatro Nuevo Apolo de Madrid, con un elenco liderado por Andrés Pajares como Albin, Joaquín Kremel como Georges, Jacobo Dicenta como Jean-Michel, Ricardo Capinán como Jacob, Julia Torres como Jacqueline, Natalia Delgado como Anne, Tomás Sáez como Edouard Dindon, Eva Diago como Mme. Dindon y Luis Amando como Francis. La producción corrió a cargo del empresario Luis Ramírez, quien también se ocupó de la dirección artística y del diseño de escenografía junto a Erik Ulfers. Otros profesionales involucrados fueron Luka Yexi en la coreografía, Luis Rada, Daniello y Gonzalo Fernández en el diseño de vestuario, Freddy Gerlache en el diseño de iluminación, Félix Botana en el diseño de sonido, César Belda en la dirección musical y Nacho Artime en la adaptación al castellano.
A pesar de la popularidad de sus dos estrellas principales, el espectáculo constituyó un sonoro fracaso y el 9 de diciembre de 2001 se vio obligado a echar el cierre prematuramente.
2018
Una nueva puesta en escena levantó el telón el 27 de septiembre de 2018 en el Teatre Tívoli de Barcelona, protagonizada por Àngel Llàcer como Albin, Ivan Labanda como Georges, Roc Bernadí como Jean-Michel, Ricky Mata como Jacob, Anna Lagares como Jacqueline, Lucía Madrigal como Anne, José Luis Mosquera como Edouard Dindon, Mireia Portas como Mme. Dindon y Oriol Burés como Francis. El propio Llàcer fue el director de este revival que produjo Nostromo Live y que también contó con coreografía de Aixa Guerra, diseño de escenografía de Enric Planas, diseño de vestuario de Míriam Compte, diseño de iluminación de Albert Faura, diseño de sonido de Roc Mateu, dirección musical de Manu Guix, y adaptación al castellano de Roser Batalla y Roger Peña.
La jaula de las locas se despidió de la Ciudad Condal el 24 de febrero de 2019 y a continuación viajó hasta Madrid, donde se instaló en el Teatro Rialto de la Gran Vía entre el 3 de octubre de 2019 y el 10 de marzo de 2020. En un principio el cierre en la capital estaba previsto para el 31 de mayo de 2020, pero tuvo que ser adelantado debido a la pandemia de COVID-19. Una de las novedades más destacables de la temporada madrileña fue la incorporación de Miryam Benedited como coreógrafa.
Después de varios meses de inactividad, el espectáculo volvió a representarse en el Teatre Tívoli de Barcelona entre el 22 de octubre de 2020 y el 31 de enero de 2021, si bien tuvo que hacer frente a nuevas cancelaciones por las medidas implementadas para combatir la pandemia.
Finalmente y como adiós definitivo, el montaje se embarcó en una gira por España que dio comienzo el 8 de julio de 2022 en el Atrium de Viladecans y culminó con una estancia en el Teatre Tívoli de Barcelona entre el 18 de febrero y el 23 de abril de 2023. En total, la producción fue vista por más de 500 000 espectadores durante las 616 funciones que se llevaron a cabo.

### Otras producciones
La jaula de las locas se ha estrenado en países como Alemania, Argentina, Australia, Austria, Brasil, Canadá, China, Colombia, Corea del Sur, Dinamarca, España, Estados Unidos, Estonia, Filipinas, Finlandia, Hungría, Irlanda, Israel, Italia, Japón, México, Noruega, Países Bajos, Panamá, Perú, Polonia, Portugal, Puerto Rico, Reino Unido, Suecia o Tailandia, y ha sido traducido a multitud de idiomas.
En Estados Unidos ha salido a la carretera en varias ocasiones. El primer tour nacional, aunque se le suele considerar como tal, en realidad solo realizó dos paradas, una en el Golden Gate Theatre de San Francisco entre el 29 de mayo y el 1 de septiembre de 1984, y otra en el Pantages Theatre de Los Ángeles entre el 11 de septiembre de 1984 y el 26 de mayo de 1985.
Un espectáculo jukebox basado en la obra de Jean Poiret pero sin ninguna relación con el musical de Harvey Fierstein y Jerry Herman se representó en el Teatro Flumen de Valencia entre el 3 de marzo y el 5 de mayo de 2016, bajo el título La jaula de grillos. Alberto Vázquez y José Saiz encabezaron el reparto de este montaje que posteriormente también pudo verse en el Teatro Amaya de Madrid y en otras localidades españolas.
Entre el 29 de julio y el 23 de septiembre de 2023, el Regent's Park Open Air Theatre de Londres acogió una producción al aire libre protagonizada por Carl Mullaney y Billy Carter.

## Personajes
| Personaje      | Descripción |
| Albin          | La estrella de La Cage aux Folles, un hombre histriónico y de buen corazón que sobre el escenario se transforma en la drag queen Zaza.     |
| Georges        | Pareja de Albin y propietario de La Cage aux Folles, donde también hace las veces de maestro de ceremonias.                                |
| Jean-Michel    | El hijo de Georges, nacido de un affair de juventud de su padre. Ha crecido feliz bajo el cuidado de Georges y Albin.                      |
| Jacob          | El extravagante mayordomo de Albin y Georges. Su sueño es poder actuar en La Cage aux Folles.                                              |
| Jacqueline     | La glamurosa propietaria de Chez Jacqueline, el restaurante más exclusivo de Saint-Tropez, y una de las mejores amigas de Albin y Georges. |
| Anne           | La prometida de Jean-Michel. |
| Edouard Dindon | El padre de Anne, diputado de un partido ultraconservador.                                                                                 |
| Mme. Dindon    | La esposa de Edouard y madre de Anne. |
| Francis        | El regidor de La Cage aux Folles. |

## Números musicales
| Acto I - «Prelude» - «We Are What We Are» - «(A Little More) Mascara» - «With Anne on My Arm» - «With You on My Arm» - «Song on the Sand» - «La Cage aux Folles» - «I Am What I Am» | Acto II - «Entr'acte» - «Song on the Sand (Reprise)» - «Masculinity» - «Look Over There» - «Cocktail Counterpoint» - «The Best of Times» - «Look Over There (Reprise)» - «La Cage aux Folles (Reprise)» - «Finale» |

## Repartos originales

### Broadway/West End
| Personaje      | Broadway (1983)     | West End (1986) | Broadway (2004)             | West End (2008)      | Broadway (2010)   |
| Albin          | George Hearn        | George Hearn    | Gary Beach                  | Douglas Hodge        | Douglas Hodge     |
| Georges        | Gene Barry          | Denis Quilley   | Daniel Davis                | Denis Lawson         | Kelsey Grammer    |
| Jean-Michel    | John Weiner         | Jonathon Morris | Gavin Creel                 | Stuart Neal          | A.J. Shively      |
| Jacob          | William Thomas, Jr. | Donald Waugh    | Michael Benjamin Washington | Jason Pennycooke     | Robin de Jesús    |
| Jacqueline     | Elizabeth Parrish   | Phyllida Law    | Ruth Williamson             | Tracie Bennett       | Christine Andreas |
| Anne           | Leslie Stevens      | Wendy Roe       | Angela Gaylor               | Alicia Davies        | Elena Shaddow     |
| Edouard Dindon | Jay Garner          | Brian Glover    | Michael Mulheren            | Iain Mitchell        | Fred Applegate    |
| Mme. Dindon    | Merle Louise        | Julia Sutton    | Linda Balgord               | Paula Wilcox         | Veanne Cox        |
| Francis        | Brian Kelly         | Mark Harris     | John Shuman                 | Adrian Der Gregorian | Chris Hoch        |

### América Latina
| Personaje      | Buenos Aires (1986) | Ciudad de México (1992) | Ciudad de México (2015) | Mar del Plata (2018) |
| Albin          | Carlos Perciavalle  | Javier Díaz Dueñas      | Mario Iván Martínez     | Raúl Lavié           |
| Georges        | Tato Bores          | Gustavo Rojo            | Roberto Blandón         | Nito Artaza          |
| Jean-Michel    | Darío Grandinetti   | Luis Gatica             | Israel Estrada          | Juan Manuel Artaza   |
| Jacob          |                     | Julio Beckles           | Rogelio Suárez          | Franco Rau           |
| Jacqueline     | Henny Trayles       | Cecilia Romo            | Jimena Parés            | Cecilia Milone       |
| Anne           | Claudia Lapacó      | Cleya Verni             | Brenda de Arrigunaga    | Belén Di Giorgio     |
| Edouard Dindon | Juan Manuel Tenuta  | Luis Gimeno             | Patricio Castillo       | Bruno Bertoli        |
| Mme. Dindon    | Lucrecia Capello    | Liza Willer             | Aida Pierce             | Mariela López Brown  |
| Francis        |                     | Guillermo Hernández     | Carlos Pulido           |                      |

Reemplazos destacados en la producción mexicana de 2015
- Albin: Rogelio Suárez, Rubén Branco
- Georges: Carlos Pulido, Tomás Goros, Eugenio Montessoro

### España
| Personaje      | Madrid (2001)   | Barcelona (2018)   |
| Albin          | Andrés Pajares  | Àngel Llàcer       |
| Georges        | Joaquín Kremel  | Ivan Labanda       |
| Jean-Michel    | Jacobo Dicenta  | Roc Bernadí        |
| Jacob          | Ricardo Capinán | Ricky Mata         |
| Jacqueline     | Julia Torres    | Anna Lagares       |
| Anne           | Natalia Delgado | Lucía Madrigal     |
| Edouard Dindon | Tomás Sáez      | José Luis Mosquera |
| Mme. Dindon    | Eva Diago       | Mireia Portas      |
| Francis        | Luis Amando     | Oriol Burés        |

Reemplazos destacados en la producción española de 2018
- Albin: Ivan Labanda
- Georges: Armando Pita
- Jean-Michel: Iñaki Mur, Bittor Fernández
- Jacob: Raúl Maro, Jorge González
- Jacqueline: Muntsa Rius
- Mme. Dindon: Ana Cerdeiriña, Camila Almeda
- Francis: Antonio del Valle

## Grabaciones
Existen varios álbumes grabados en sus respectivos idiomas por los elencos de Broadway (1983 y 2010), Australia (1985), Alemania (1986), Colombia (1991), Italia (1991), Austria (1993), México (1993 y 2016), Japón (2009) y España (2018).

## Premios y nominaciones

### Producción original de Broadway
| Año  | Premio           | Categoría                           | Nominado           | Resultado |
| ---- | ---------------- | ----------------------------------- | ------------------ | --------- |
| 1984 | Tony Award       | Mejor musical                       | Mejor musical      | Ganador   |
| 1984 | Tony Award       | Mejor libreto de un musical         | Harvey Fierstein   | Ganador   |
| 1984 | Tony Award       | Mejor música original               | Jerry Herman       | Ganador   |
| 1984 | Tony Award       | Mejor actor principal en un musical | George Hearn       | Ganador   |
| 1984 | Tony Award       | Mejor actor principal en un musical | Gene Barry         | Nominado  |
| 1984 | Tony Award       | Mejor dirección en un musical       | Arthur Laurents    | Ganador   |
| 1984 | Tony Award       | Mejor coreografía                   | Scott Salmon       | Nominado  |
| 1984 | Tony Award       | Mejor diseño de vestuario           | Theoni V. Aldredge | Ganadora  |
| 1984 | Tony Award       | Mejor diseño de iluminación         | Jules Fisher       | Nominado  |
| 1984 | Drama Desk Award | Mejor libreto de un musical         | Harvey Fierstein   | Nominado  |
| 1984 | Drama Desk Award | Mejor actor en un musical           | George Hearn       | Ganador   |
| 1984 | Drama Desk Award | Mejor actor en un musical           | Gene Barry         | Nominado  |
| 1984 | Drama Desk Award | Mejor música                        | Jerry Herman       | Ganador   |
| 1984 | Drama Desk Award | Mejores letras                      | Jerry Herman       | Nominado  |
| 1984 | Drama Desk Award | Mejor orquestación                  | Jim Tyler          | Nominado  |
| 1984 | Drama Desk Award | Mejor diseño de vestuario           | Theoni V. Aldredge | Ganadora  |
| 1984 | Drama Desk Award | Mejor diseño de iluminación         | Jules Fisher       | Nominado  |

### Producción de Broadway de 2004
| Año  | Premio           | Categoría                           | Nominado                    | Resultado |
| ---- | ---------------- | ----------------------------------- | --------------------------- | --------- |
| 2005 | Tony Award       | Mejor revival de un musical         | Mejor revival de un musical | Ganador   |
| 2005 | Tony Award       | Mejor actor principal en un musical | Gary Beach                  | Nominado  |
| 2005 | Tony Award       | Mejor coreografía                   | Jerry Mitchell              | Ganador   |
| 2005 | Tony Award       | Mejor diseño de vestuario           | William Ivey Long           | Nominado  |
| 2005 | Drama Desk Award | Mejor revival de un musical         | Mejor revival de un musical | Ganador   |
| 2005 | Drama Desk Award | Mejor coreografía                   | Jerry Mitchell              | Ganador   |
| 2005 | Drama Desk Award | Mejor diseño de vestuario           | William Ivey Long           | Nominado  |

### Producción del West End de 2008
| Año  | Premio        | Categoría                                 | Nominado                    | Resultado |
| ---- | ------------- | ----------------------------------------- | --------------------------- | --------- |
| 2009 | Olivier Award | Mejor revival de un musical               | Mejor revival de un musical | Ganador   |
| 2009 | Olivier Award | Mejor actor en un musical                 | Douglas Hodge               | Ganador   |
| 2009 | Olivier Award | Mejor actor en un musical                 | Denis Lawson                | Nominado  |
| 2009 | Olivier Award | Mejor intérprete de reparto en un musical | Jason Pennycooke            | Nominado  |
| 2009 | Olivier Award | Mejor dirección en un musical             | Terry Johnson               | Nominado  |
| 2009 | Olivier Award | Mejor coreografía                         | Lynne Page                  | Nominada  |
| 2009 | Olivier Award | Mejor diseño de vestuario                 | Matthew Wright              | Nominado  |

### Producción de Broadway de 2010
| Año  | Premio           | Categoría                            | Nominado                    | Resultado |
| ---- | ---------------- | ------------------------------------ | --------------------------- | --------- |
| 2010 | Tony Award       | Mejor revival de un musical          | Mejor revival de un musical | Ganador   |
| 2010 | Tony Award       | Mejor actor principal en un musical  | Kelsey Grammer              | Nominado  |
| 2010 | Tony Award       | Mejor actor principal en un musical  | Douglas Hodge               | Ganador   |
| 2010 | Tony Award       | Mejor actor de reparto en un musical | Robin de Jesús              | Nominado  |
| 2010 | Tony Award       | Mejor dirección en un musical        | Terry Johnson               | Ganador   |
| 2010 | Tony Award       | Mejor coreografía                    | Lynne Page                  | Nominada  |
| 2010 | Tony Award       | Mejor orquestación                   | Jason Carr                  | Nominado  |
| 2010 | Tony Award       | Mejor diseño de escenografía         | Tim Shortall                | Nominado  |
| 2010 | Tony Award       | Mejor diseño de vestuario            | Matthew Wright              | Nominado  |
| 2010 | Tony Award       | Mejor diseño de iluminación          | Nick Richings               | Nominado  |
| 2010 | Tony Award       | Mejor diseño de sonido               | Jonathan Deans              | Nominado  |
| 2010 | Drama Desk Award | Mejor revival de un musical          | Mejor revival de un musical | Ganador   |
| 2010 | Drama Desk Award | Mejor actor en un musical            | Douglas Hodge               | Ganador   |
| 2010 | Drama Desk Award | Mejor actor de reparto en un musical | Robin de Jesús              | Nominado  |
| 2010 | Drama Desk Award | Mejor dirección en un musical        | Terry Johnson               | Nominado  |
| 2010 | Drama Desk Award | Mejor coreografía                    | Lynne Page                  | Nominada  |
| 2010 | Drama Desk Award | Mejor diseño de vestuario            | Matthew Wright              | Ganador   |
| 2010 | Drama Desk Award | Mejor diseño de sonido               | Jonathan Deans              | Nominado  |

### Producción española de 2018
| Año  | Premio                    | Categoría                     | Nominado                   | Resultado |
| ---- | ------------------------- | ----------------------------- | -------------------------- | --------- |
| 2019 | Premio del Teatro Musical | Mejor coreografía             | Aixa Guerra                | Nominada  |
| 2019 | Premio del Teatro Musical | Mejor maquillaje y peluquería | Helena Fenoy, Marta Ferrer | Nominadas |
| 2020 | Premio del Teatro Musical | Mejor coreografía             | Miryam Benedited           | Nominada  |